# Sultan-Zainal-Abidin-Universität
Die Sultan-Zainal-Abidin-Universität UNiSZA (mal. Universiti Sultan Zainal Abidin), ehemals Universiti Darul Iman Malaysia in der malaysischen Stadt Kuala Terengganu im Bundesstaat Terengganu ist eine 2005 gegründete staatliche Universität. Der Vorgänger war die Kolej Agama Sultan Zainal Abidin ein 1980 gegründetes religiöses College das Abschlüsse in Islamwissenschaften verlieh und unter der Aufsicht des Religionsministeriums des Bundesstaates Terengganu stand. 

## Organisation
Die Hochschulleitung besteht aus dem Vice-Chancellor, zwei Deputy Vice-Chancellor, dem Registrar und dem Schatzmeister. Die Fakultäten der Universität sind auf drei Campus verteilt.
- Fakultät für Landwirtschaft und Biotechnologie
- Fakultät für Nahrungsmitteltechnologie
- Fakultät für Medizin und Gesundheitswissenschaften
- Fakultät für Sprachen und Kommunikationswissenschaft
- Fakultät für Informatik
- Fakultät für zeitgenössische Islamstudien
- Fakultät für Management und Rechnungswesen
- Fakultät für innovatives Design und Technologie
- Fakultät für Recht und internationale Beziehungen